# Stefan Hultman
Bert Stefan Hultman, född 5 september 1963, död 12 april 2025 i Munsö i Ekerö kommun, Stockholms län, var en svensk travkusk och travtränare vid Solvalla i Stockholm. Han var aktiv fram till 2015.
Han tog karriärens största segrar i Prix d'Amérique (2014) med Maharajah och Elitloppet (2003) med From Above. I båda loppen kördes hans hästar av Örjan Kihlström, som också var förste kusk i hans stall. Hans hästar segrade även i stora lopp som Prix de France (2004, 2005), Prix de Paris (2011), Grand Prix l’UET (2003, 2009), Svenskt Travderby (2002, 2009), Svenskt Trav-Kriterium (2001, 2005, 2008) och Olympiatravet (2009, 2013).
Han utsågs till "Årets Tränare" vid Hästgalan två gånger (2002, 2008). Han valdes in i Travsportens Hall of Fame 2017.

## Karriär

### Tidig karriär

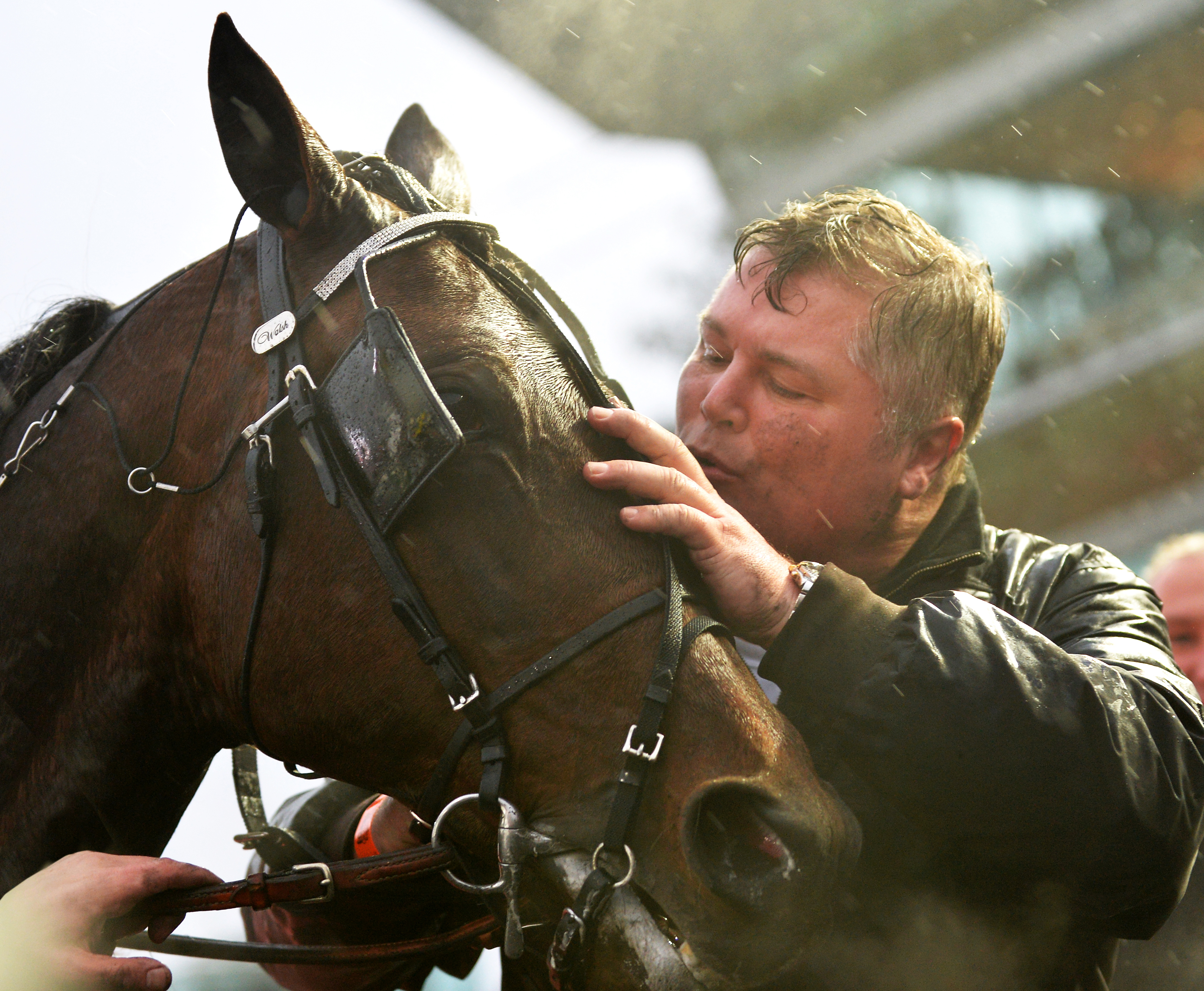
Hultman och Maharajah efter segern i världens största travlopp Prix d'Amérique den 26 januari 2014 på Vincennesbanan i Paris.

Hultman var intresserad av travsport sedan barndomen och besökte Solvalla regelbundet tillsammans med sin far Ove Hultman. Han såg Elitloppet på plats för första gången 1972. Efter att han gått klart grundskolan fick han arbete som lärling hos Karl-Erik Nilsson och Kaj Widell på Solvalla. Ett år senare började han arbeta hos Gunnar Nordin. Senare arbetade han även hos Ulf Nordin, Stig H. Johansson och Tommy Hanné. Under tiden som lärling hos Hanné vann han bland annat Travrondens lärlingspris Travrondens Guldklocka 1983, vilket vid denna tid var det största man kunde vinna som lärling då det ännu inte fanns några V75-lopp eller serier för lärlingar.

### Proffstränare (1989–2015)
Hultman tog ut sin proffstränarlicens 1989. Mellan 2001 och 2015 var han huvudtränare åt Travkompaniet, vilket resulterade i många storloppssegrar. Han tränade stjärnhästar som Maharajah, From Above, Triton Sund, Marshland, Naglo, Pine Dust, Jaded, Lie Detector, Panne de Moteur, Nimbus C.D. och Who’s Who. Under 2015 tvingades Hultman att avsluta sin tränarkarriär efter att ha drabbats av muskel- och nervsjukdomen myasthenia gravis. Han fick även en hjärtinfarkt i oktober 2015.

## Segrar i större lopp

### Grupp 1-lopp
| År   | Lopp                         | Häst             | Kusk            | Vinstbelopp   |
| ---- | ---------------------------- | ---------------- | --------------- | ------------- |
| 2001 | Långa E3, ston               | Pine Dust        | Örjan Kihlström | 520 000 SEK   |
| 2001 | Svenskt Trav-Oaks            | Pine Dust        | Örjan Kihlström | 1 000 000 SEK |
| 2001 | Svenskt Trav-Kriterium       | From Above       | Örjan Kihlström | 1 600 000 SEK |
| 2001 | Breeders' Crown, 4-åriga h/v | Energetic        | Örjan Kihlström | 750 000 SEK   |
| 2002 | Stochampionatet              | Pine Dust        | Örjan Kihlström | 850 000 SEK   |
| 2002 | Svenskt Travderby            | From Above       | Örjan Kihlström | 1 600 000 SEK |
| 2002 | Breeders' Crown, 3-åriga h/v | Naglo            | Örjan Kihlström | 750 000 SEK   |
| 2002 | Breeders' Crown, 4-åriga h/v | From Above       | Örjan Kihlström | 750 000 SEK   |
| 2003 | Elitloppet                   | From Above       | Örjan Kihlström | 2 000 000 SEK |
| 2003 | Grand Prix l’UET             | Naglo            | Örjan Kihlström | 230 000 EUR   |
| 2004 | Prix de France               | Naglo            | Örjan Kihlström | 1 787 960 SEK |
| 2004 | Sprintermästaren             | Gentleman        | Örjan Kihlström | 100 000 EUR   |
| 2005 | Prix de France               | Naglo            | Örjan Kihlström | 1 793 900 SEK |
| 2005 | Svenskt Trav-Kriterium       | Jaded            | Örjan Kihlström | 1 600 000 SEK |
| 2005 | Breeders' Crown, 4-åriga h/v | Triton Sund      | Örjan Kihlström | 500 000 SEK   |
| 2007 | Långa E3, ston               | Lie Detector     | Örjan Kihlström | 422 000 SEK   |
| 2008 | Drottning Silvias Pokal      | Lie Detector     | Örjan Kihlström | 100 000 EUR   |
| 2008 | Stochampionatet              | Lie Detector     | Örjan Kihlström | 850 000 SEK   |
| 2008 | Långa E3, h/v                | Maharajah        | Örjan Kihlström | 800 000 SEK   |
| 2008 | Svenskt Trav-Kriterium       | Maharajah        | Örjan Kihlström | 1 600 000 SEK |
| 2009 | Copenhagen Cup               | Triton Sund      | Örjan Kihlström | 911 500 SEK   |
| 2009 | Olympiatravet                | Triton Sund      | Örjan Kihlström | 1 500 000 SEK |
| 2009 | Svenskt Travderby            | Maharajah        | Örjan Kihlström | 1 600 000 SEK |
| 2009 | Grand Prix l’UET             | Maharajah        | Örjan Kihlström | 230 000 EUR   |
| 2010 | Breeders' Crown, 3-åriga h/v | One too Many     | Örjan Kihlström | 700 000 SEK   |
| 2011 | Prix de Paris                | Maharajah        | Örjan Kihlström | 180 000 EUR   |
| 2011 | Sprintermästaren             | Orecchietti      | Örjan Kihlström | 1 000 000 SEK |
| 2011 | Breeders' Crown, 3-åriga h/v | Perfectly Enough | Örjan Kihlström | 1 000 000 SEK |
| 2013 | Olympiatravet                | Maharajah        | Örjan Kihlström | 1 500 000 SEK |
| 2013 | Jubileumspokalen             | Panne de Moteur  | Örjan Kihlström | 1 000 000 SEK |
| 2013 | Långa E3, h/v                | Rolling Stones   | Örjan Kihlström | 800 000 SEK   |
| 2013 | Sundsvall Open Trot          | Panne de Moteur  | Örjan Kihlström | 1 000 000 SEK |
| 2014 | Prix d'Amérique              | Maharajah        | Örjan Kihlström | 500 000 EUR   |
| 2015 | Jubileumspokalen             | Nimbus C.D.      | Örjan Kihlström | 1 000 000 SEK |

### Grupp 2-lopp
| År   | Lopp                        | Häst            | Kusk              | Vinstbelopp |
| ---- | --------------------------- | --------------- | ----------------- | ----------- |
| 1999 | E3-revanschen, ston         | Namarra Boko    | Örjan Kihlström   | 200 000 SEK |
| 2001 | Prix Marcel Laurent         | Eller           | Pierre Vercruysse | 397 410 SEK |
| 2001 | E3-revanschen, h/v          | Pegasus Boko    | Torbjörn Jansson  | 400 000 SEK |
| 2002 | Prix du Plateau de Gravelle | Energetic       | Örjan Kihlström   | 382 720 SEK |
| 2002 | Fyraåringseliten            | From Above      | Örjan Kihlström   | 500 000 SEK |
| 2002 | Svenskt Mästerskap          | Energetic       | Örjan Kihlström   | 400 000 SEK |
| 2002 | Sto-SM                      | Pine Dust       | Örjan Kihlström   | 400 000 SEK |
| 2002 | E3-revanschen, h/v          | Naglo           | Örjan Kihlström   | 400 000 SEK |
| 2003 | Solvalla Grand Prix         | Naglo           | Örjan Kihlström   | 500 000 SEK |
| 2003 | Prix Ariste-Hémard          | Naglo           | Örjan Kihlström   | 50 000 EUR  |
| 2004 | Prix de Belgique            | Naglo           | Örjan Kihlström   | 446 990 SEK |
| 2005 | Solvalla Grand Prix         | Intoxicated     | Örjan Kihlström   | 500 000 SEK |
| 2006 | Prix de la Cote d'Azur      | Intoxicated     | Örjan Kihlström   | 660 905 SEK |
| 2006 | Gulddivisionens final, dec  | Triton Sund     | Örjan Kihlström   | 300 000 SEK |
| 2007 | Gulddivisionens final, maj  | Jocose          | Örjan Kihlström   | 300 000 SEK |
| 2007 | Sweden Cup                  | Jaded           | Örjan Kihlström   | 500 000 SEK |
| 2007 | Guldstoet                   | Lie Detector    | Örjan Kihlström   | 350 000 SEK |
| 2008 | Gulddivisionens final, mars | Triton Sund     | Örjan Kihlström   | 300 000 SEK |
| 2008 | Gulddivisionens final, juni | Triton Sund     | Örjan Kihlström   | 300 000 SEK |
| 2008 | Svenskt Mästerskap          | Triton Sund     | Örjan Kihlström   | 400 000 SEK |
| 2008 | Gulddivisionens final, okt  | Triton Sund     | Örjan Kihlström   | 300 000 SEK |
| 2008 | Gulddivisionens final, dec  | Triton Sund     | Örjan Kihlström   | 300 000 SEK |
| 2009 | Svenskt Mästerskap          | Triton Sund     | Örjan Kihlström   | 400 000 SEK |
| 2010 | C.L. Müllers Memorial       | Maharajah       | Örjan Kihlström   | 500 000 SEK |
| 2010 | E3-revanschen, h/v          | Orecchietti     | Örjan Kihlström   | 300 000 SEK |
| 2010 | Gulddivisionens final, dec  | Jaded           | Örjan Kihlström   | 300 000 SEK |
| 2011 | Prix de Belgique            | Maharajah       | Örjan Kihlström   | 550 000 SEK |
| 2011 | C.L. Müllers Memorial       | Yellow Eden     | Jörgen Sjunnesson | 500 000 SEK |
| 2011 | Harper Hanovers Lopp        | Yellow Eden     | Örjan Kihlström   | 500 000 SEK |
| 2011 | Fyraåringseliten            | Orecchietti     | Örjan Kihlström   | 500 000 SEK |
| 2012 | Fyraåringseliten            | Panne de Moteur | Örjan Kihlström   | 500 000 SEK |
| 2012 | Årjängs Stora Sprinterlopp  | Orecchietti     | Örjan Kihlström   | 700 000 SEK |
| 2013 | Treåringseliten             | Rolling Stones  | Örjan Kihlström   | 300 000 SEK |
| 2013 | Gulddivisionens final, sept | Panne de Moteur | Örjan Kihlström   | 300 000 SEK |
| 2013 | Gulddivisionens final, dec  | Maharajah       | Örjan Kihlström   | 300 000 SEK |

### Övriga
| År   | Lopp                              | Häst            | Kusk                | Vinstbelopp |
| ---- | --------------------------------- | --------------- | ------------------- | ----------- |
| 2000 | Sommarfavoriten, h/v              | Energetic       | Örjan Kihlström     | 200 000 SEK |
| 2001 | Sommarfavoriten, ston             | Pine Dust       | Örjan Kihlström     | 100 000 SEK |
| 2001 | Prix de Turin                     | Namarra Boko    | Pierre Vercruysse   | 198 705 SEK |
| 2002 | Prix de Villereal                 | Petra Palema    | Pierre Vercruysse   | 229 632 SEK |
| 2002 | Prix de Laval                     | Domino Zon      | Dominiek Locqueneux | 263 120 SEK |
| 2002 | Prix du Cantal                    | Petra Palema    | Pierre Vercruysse   | 310 960 SEK |
| 2002 | Prix Maia                         | Petra Palema    | Pierre Vercruysse   | 263 120 SEK |
| 2002 | Sommarfavoriten, h/v              | Naglo           | Örjan Kihlström     | 200 000 SEK |
| 2002 | Big Noon-pokalen                  | Pegasus Boko    | Örjan Kihlström     | 200 000 SEK |
| 2003 | Prix de Champtoce                 | Domino Zon      | Dominiek Locqueneux | 295 181 SEK |
| 2003 | Prins Carl Philips Jubileumspokal | From Above      | Örjan Kihlström     | 150 000 SEK |
| 2003 | Queen L:s Lopp                    | Pine Dust       | Örjan Kihlström     | 400 000 SEK |
| 2005 | Prix Celuta                       | Global Empire   | Pierre Vercruysse   | 179 390 SEK |
| 2005 | Big Noon-pokalen                  | Jocose          | Örjan Kihlström     | 200 000 SEK |
| 2005 | Sören Nordins Lopp                | Jocose          | Örjan Kihlström     | 100 000 SEK |
| 2008 | Sommarfavoriten, h/v              | Maharajah       | Örjan Kihlström     | 200 000 SEK |
| 2009 | Big Noon-pokalen                  | Marshland       | Örjan Kihlström     | 250 000 SEK |
| 2010 | Guldbjörken                       | Marshland       | Örjan Kihlström     | 300 000 SEK |
| 2010 | Berth Johanssons Memorial         | Maharajah       | Örjan Kihlström     | 200 000 SEK |
| 2010 | The Owners Trophy                 | Triton Sund     | Örjan Kihlström     | 250 000 SEK |
| 2010 | Gunnar Nordins Lopp               | Never Again     | Örjan Kihlström     | 125 000 SEK |
| 2010 | Gösta Nordins Lopp                | Maharajah       | Örjan Kihlström     | 125 000 SEK |
| 2011 | Guldbjörken                       | Maharajah       | Örjan Kihlström     | 300 000 SEK |
| 2013 | Prins Carl Philips Jubileumspokal | Panne de Moteur | Örjan Kihlström     | 250 000 SEK |
| 2013 | E.J:s Guldsko                     | Panne de Moteur | Örjan Kihlström     | 150 000 SEK |
| 2013 | The Owners Trophy                 | Maharajah       | Örjan Kihlström     | 250 000 SEK |
| 2013 | Gösta Nordins Lopp                | Orecchietti     | Örjan Kihlström     | 100 000 SEK |